# Big Mutha Truckers
Big Mutha Truckers és un videojoc de carreres desenvolupat per l'estudi britànic Eutechnyx, que va llançar el joc l'any 2002. Ambientat al comtat fictici de Hick, la finalitat del joc és la realització de viatges entre ciutats, el lliurament de mercaderies i la competició en carreres al volant d'un camió articulat. El joc està disponible a les plataformes: GameCube, Xbox, PlayStation 2 i PC. La recepció crítica i comercial del joc te una puntuació mitja, això és degut al fet que és repetitiu, els gràfics antiquats i el so és de poca qualitat. El joc utilitza " Born to Be Wild " de Steppenwolf com a tema principal. La seqüela és Big Mutha Truckers 2. Un joc diferent amb el mateix nom va ser desenvolupat per la companyia italiana Raylight Studios i llançat per a Game Boy Advance i Nintendo DS.
La trama del joc gira al voltant dels quatre personatges principals de la història i l'empresa familiar que volen heretar. Amb plans per retirar-se del negoci familiar, Ma 'Jackson desafia els seus quatre fills, Cletus, Earl, Rawkus i Bobbie-Sue, a una competició de camions i li dona a cada germà 60 dies per fer lliuraments a diverses ciutats del comtat de Hick State, finalment la companyia es quedarà en mans del germà que aconsegueixi més diners .

## Joc
Aquest joc de carreres de camions (Big Mutha Truckers), està en la mateixa línia de joc que 18 Wheeler: American Pro Trucker. La gran part del temps els jugadors el passen a la carretera navegant per les autopistes entre les sis ciutats del joc: Salt Sea City, Capital City, Greenback, Skeeter's Creek, Smokestack Heights i Big Mutha Truckin 'Incorporated. El comerç és la principal font d'ingresos de cada jugador, aquest consta d'enviar mercaderies que van des de telèfons mòbils fins a cervesa, a mès hi ha oportunitats addicionals de realitzar mini-jocs i curses de desafiament.
Cada ciutat té tres ubicacions: un garatge, un bar i una botiga. El garatge permet als jugadors reparar danys del camió, proveir-se de combustible, intercanviar de remolc per comercialitzar amb diferents tipus de mercadería, comprar millores per augmentar el nivell del camió o també es pot dissenyar logotips personalitzats per al vehicle. Al bar el jugador poden trobar consells sobre on comprar i vendre certes càrregues i un ventall de diversos prestadors per aconseguir diners fàcilment. La botiga permet al jugador comprar i vendre mercaderies, amb preus que varien segons la ciutat. En visitar Big Mutha Truckin 'Incorporated, el bar i la botiga se substitueixen per visites a Ma 'Jackson, el seu pare.
A la carretera, el jugador pot guanyar diners addicionals, això es pot aconseguir destrossant altres vehicles. Aquestes remuneracions addicionals poden augmentar si el jugador aconsegueix copejar un vehicle amb el remolc de manera consecutiva. Si el jugador aconsegueix augmentar aquest nombre de cops de manera considerable, pot fer aparèixer unes icones de recompensa a la carretera. Quan es recopilen, aquestes icones poden repostar el camió, reparar danys o oferir una bonificació en efectiu. Les autoritats i els grups de ciclistes es poden trobar en la carretera i causen problemes al jugador si els ataquen. Els policies perseguiran i capturaran a un jugador, mentre que els ciclistes intentaran disparar el remolc o fins i tot deslligar-lo del camió. En qualsevol dels dos casos, suposa un cop significatiu per als diners del jugador. Es pot evitar a tots els policies amb una conducció hàbil i el camió es pot allunyar dels ciclistes.
De tant en tant, el jugador pot realitzar una missió secundària quan visiti un bar. Aquestes curses donen diners al jugador quan les completa.

## Recepció
Big Mutha Truckers va rebre una putuació mixta. GameRankings i Metacritic li van donar una qualificació del 66,41% i 62 de 100 per a la versió de PlayStation 2; 65,36% i 63 de 100 per a la versió GameCube; 65,35% i 59 de 100 per a la versió Xbox; 56% i 48 de 100 per a la versió DS; 55,80% i 61 de 100 per a la versió per a PC; i un 50% per a la versió Game Boy Advance.
El crític de GameSpot, Alex Navarro, va qualificar el joc amb un 6,2 sobre 10, i va especificar que, encara que "intenta ser un joc divertit", els defectes de la qualitat grafica i la manca de diversitat en els jocs i mini-jocs, condueixen a un joc que es mostra sempre en la mateixa linea. Queixes similars sobre el model de comerç del joc van venir d'Andy Mahood de GameSpy, que va escriure que "per molt que el vesteixis ... aquest cicle d'escuma-esbandida-repetició pot quedar obsolet després de poques hores de joc".